# Classe Mărășești
La classe Mărășești di fregate è stata costruita dalla Romania nel 1985 ed è stata nel tempo riclassificata inizialmente incrociatore, poi cacciatorpediniere ed infine fregata; è composta da un'unica unità, il cui nome deriva dalla battaglia di Mărășești della prima guerra mondiale, anche se originariamente era prevista almeno un'altra nave che però non è stata nemmeno impostata.

## Costruzione
La nave, costruita nei cantieri romeni Mangalia, a tutto il 2 agosto 1985 doveva inizialmente chiamarsi dapprima Muntenia ed essere classificata come incrociatore portaelicotteri, poi il 2 maggio 1990 venne rinominata Timisoara e riclassificata come cacciatorpediniere, infine il 27 agosto 1990 le venne assegnato il nome attuale in memoria della precedente unità della Marina Reale; la nave venne completata a rilento ed afflitta sin dall'inizio da problemi riguardanti una massa troppo concentrata in alto. Fermati i lavori fino al 1992, venne terminata una volta risolti i problemi di stabilità.

## Propulsione
La propulsione è assicurata da 4 motori Diesel da 32000 shp che permettono di raggiungere i 27 n.

## Armamento
L'armamento è interamente di costruzione ex-sovietica, ed è obsoleto secondo gli standard attuali. Secondo una fonte nel 1995 era dotata di due lanciatori quadrupli per missili antiaerei SA-N 5 Grail (la versione navalizzata del SA-7), nome NATO per i 9K-32M Strela sovietici.

### Artiglieria
Cannoni a tiro rapido AK726 76 mm in 2 torrette binate. 4 cannoni Gatling a 6 canne AK-630 da 30 mm.

### Missili
8 lanciamissili P-20M (SS-N-2) in 4 impianti binati.

### Siluri

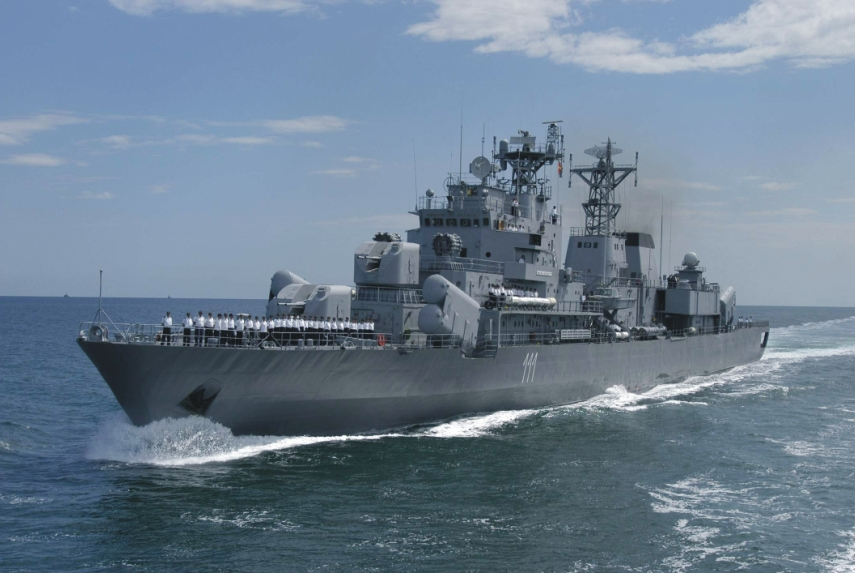
la Mărășești durante l'esercitazione Litoral 06

Due lanciasiluri tripli da 533mm.

## Elettronica di bordo
L'elettronica di bordo, già obsoleta alla costruzione, è stata aggiornata nel 2006 dalla Terna, che ha implementato un nuovo sistema di comando e controllo. Il sistema, denominato "C-Flex" fornisce una soluzione scalabile, a detta del costruttore, e comunque aderente agli standard NATO.

### Radar
I radar di controllo del tiro dei cannoni AK-76 sono russi, di tipo Hawk Screech e Owl Screech (nomi in codice NATO)

## Mezzi aerei
La nave imbarca 2 elicotteri IAR 330 Puma Naval.

## Storia
La nave prende il nome, oltre che dalla omonima battaglia, dal cacciatorpediniere Sparviero della classe Aquila, prodotto in Italia e che servì durante la prima guerra mondiale, poi venduto alla Romania che lo aveva ordinato prima dello scoppio delle ostilità, secondo la Nota Documentale del Serviciului Istoric al Armatei col numero A 3471 del 15 luglio 2010, e dal 1 aprile 2001 è stata riclassificata fregata.

## Servizio
La nave ha partecipato alle seguenti esercitazioni operative:
- Cooperative Partner '94 - Bulgaria
- Cooperative Marmaide-Classica '95 - Italia
- Strong Resolve '98 - Golfo di Biscaglia - Durante l'esercitazione ha operato in Atlantico anche con l'elicottero di bordo, prima nave da guerra romena in questo.
- Storm 2000 - Bulgaria
- Cooperative Partner 2003 - Ucraina
- Prima nave romena in azione sotto comando NATO, in giugno 2004, nell'ambito di un incontro NATO ad Istanbul.
- Blackseafor 2005 - Marea Neagră – prima nave romena a fungere da ammiraglia di un gruppo navale NATO
- CERTEX 2010 - Bulgaria
- Blackseafor 2010 - Marea Neagră (nave ammiraglia).
- Blackseafor 2011 - Marea Neagră (navă comandant).